# 謝爾蓋·克維特

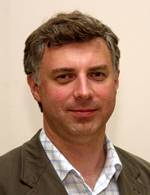
謝爾蓋·克維特

謝爾蓋·米羅諾維奇·克維特（烏克蘭語：Сергій Миронович Квіт；1965年11月26日—）是烏克蘭的一位文學評論家、記者、教育家和社會活動家。他是基輔莫訶拉院國立大學的校長。克維特出生在烏日哥羅德的一個猶太人知識分子家庭。2014年，他進入阿爾謝尼·亞采尼克政府並擔任教育和科學部長，並在第二次亞采尼克政府獲得續任。他在2014年烏克蘭國會選舉中首次當選。